# 今田舞
今田 舞（いまだ まい、2000年12月31日 - ）は、山梨放送アナウンサー。東京都豊島区出身、兵庫県育ち。東洋大学国際学部国際地域学科卒業。

## 来歴
2024年、山梨放送（YBS）へ入社。同期入社は奥田歩美。

## 人物・エピソード
- 名前が「上から読んでも下から読んでも 今田舞（いまだまい）」であり、自身の自己紹介にも取り入れている[2]。
- 特技に「歌うこと」、「オペラ」を挙げているが、5歳の時から声楽を学んでおり、アナウンサーになっていなかったら、音楽大学に進学し、プロ歌手を目指していたと語っている[3]。
- 2024年5月2日に、「はみだししゃべくりラジオ キックス」内YBSラジオニュースで初鳴き[4]、5月8日にテレビニュースデビューを果たした[5]。
- 同期入社の奥田歩美とは2人で「まい・あみコンビ」と称して[6]共演することがある[7]。
- 2025年3月30日、TBSラジオ「ONE-J」の「年度末恒例！JRNアナウンサーのど自慢大会」に同局アナウンサーの小松千絵と『魔法使いサリーのうた』を歌い、優勝した[8]。

## 出演番組
テレビ
- YBSワイドニュース
  - メインキャスター（月-水担当・2025年3月31日 - ）
- やまなしマルシェ
  - 和泉義治と担当（2024年10月 - 2025年3月、奥田歩美と隔週で出演）
- スイーツと的場と○○（山梨放送70周年記念番組・第1回、奥田歩美と）[9][注 1]

テレビドラマ
- ホットスポット 第4話（2025年2月2日、日本テレビ系） - 通販番組のMC 役[10]

ラジオ
- YBSラジオニュース
- いしいそうたろうのチューチューレディオ（2024年6月11日、7月30日、2025年2月19日）[注 2]
- はみだししゃべくりラジオ キックス（2024年11月21日[11][注 3]、2025年2月17日[12][注 4]）
- ラララ♪モーニング（2024年12月5日[13][注 5]、2025年3月14日[14][注 6]）
- まい・あみの恋のから騒ぎ!? クリスマスSP（2024年12月15日、奥田歩美と担当）[7][注 1]